# Neerach
Neerach (im Ortsdialekt Neeri [ˈneːɾi]) ist eine politische Gemeinde des Bezirks Dielsdorf im Unterland des Kantons Zürich in der Schweiz.

## Wappen
Blasonierung:
In Blau eine silberne Rose mit grünen Kelchblättern, überhöht von einem gestürzten, gebildeten goldenen Halbmond

## Geographie
Die Gemeinde besteht aus den Dörfern Neerach und Riedt, die Anfang der 1970er Jahre noch eigenständige Zivilgemeinden bildeten.
Die Landschaft ist recht flach mit sanften Hügeln. In den Niederungen im Südosten der Gemeinde liegen die Feuchtgebiete des Neeracherrieds. Der Wald bedeckt lediglich 6,0 % der Gemeindefläche von 600 ha, 62,0 % dienen der Landwirtschaft, 6,5 % dem Verkehr, und 12,7 % ist Siedlungsgebiet. 1,2 % sind Gewässer und 11,7 % unproduktive Fläche (Stand 2018).
Die Gemeinde Neerach grenzt im Norden an Stadel bei Niederglatt, im Nordosten an Hochfelden, im Osten an Höri, im Südosten an Niederglatt, im Südwesten an Steinmaur und im Nordwesten an Bachs.

## Bevölkerung
| Jahr | Einwohner |
| ---- | --------- |
| 1634 | 382       |
| 1689 | 568       |
| 1791 | 483       |
| 1850 | 784       |
| 1900 | 555       |
| 1950 | 543       |
| 1960 | 573       |
| 1970 | 718       |
| 1980 | 1188      |
| 1990 | 1765      |
| 2000 | 2403      |
| 2005 | 2648      |
| 2010 | 2969      |
| 2015 | 3044      |
| 2020 | 3225      |
| 2022 | 3316      |

## Politik
Gemeindepräsident ist Markus Zink (parteilos, Stand Dezember 2023).
Bei der Nationalratswahl 2019 erreichten die Parteien folgende Wähleranteile: SVP 49,15 %, FDP 13,97 %, glp 11,03 %, SP 8,85 %, Grüne 6,19 %, EDU 3,85 %, CVP 2,18 %, EVP 2,03 %, BDP 1,61 % und andere (8) 1,16 %.
Die Wähleranteile bei der Nationalratswahl 2023: SVP 49,98 % (+0,83 %), FDP 13,1 % (−0,87 %), SP 8,95 % (+0,10 %), glp 8,91 % (−2,12 %), Die Mitte 6,55 % (+2,76 %), Grüne 4,94 % (−1,26 %), EVP 2,56 % (+0,53 %), EDU 1,94 % (−1,91 %), Mass-Voll! 1,41 %, Aufrecht Zürich 0,88 %, andere (10) 0,78 %.

## Wirtschaft
Wie die Bevölkerungsstruktur haben sich in Neerach seit Beginn der 1960er Jahre auch die Gemeindefinanzen und Steuerverhältnisse gewandelt. Der einfache Staatssteuerertrag ist in dieser Zeit von 30'000 auf 9,7 Mio. Franken angewachsen, während der damals an der oberen Grenze liegende Gemeindesteuerfuss von 156 % auf heute 73 % gesunken ist. Neerach ist damit die steuergünstigste Gemeinde im Kanton Zürich.

## Geschichte

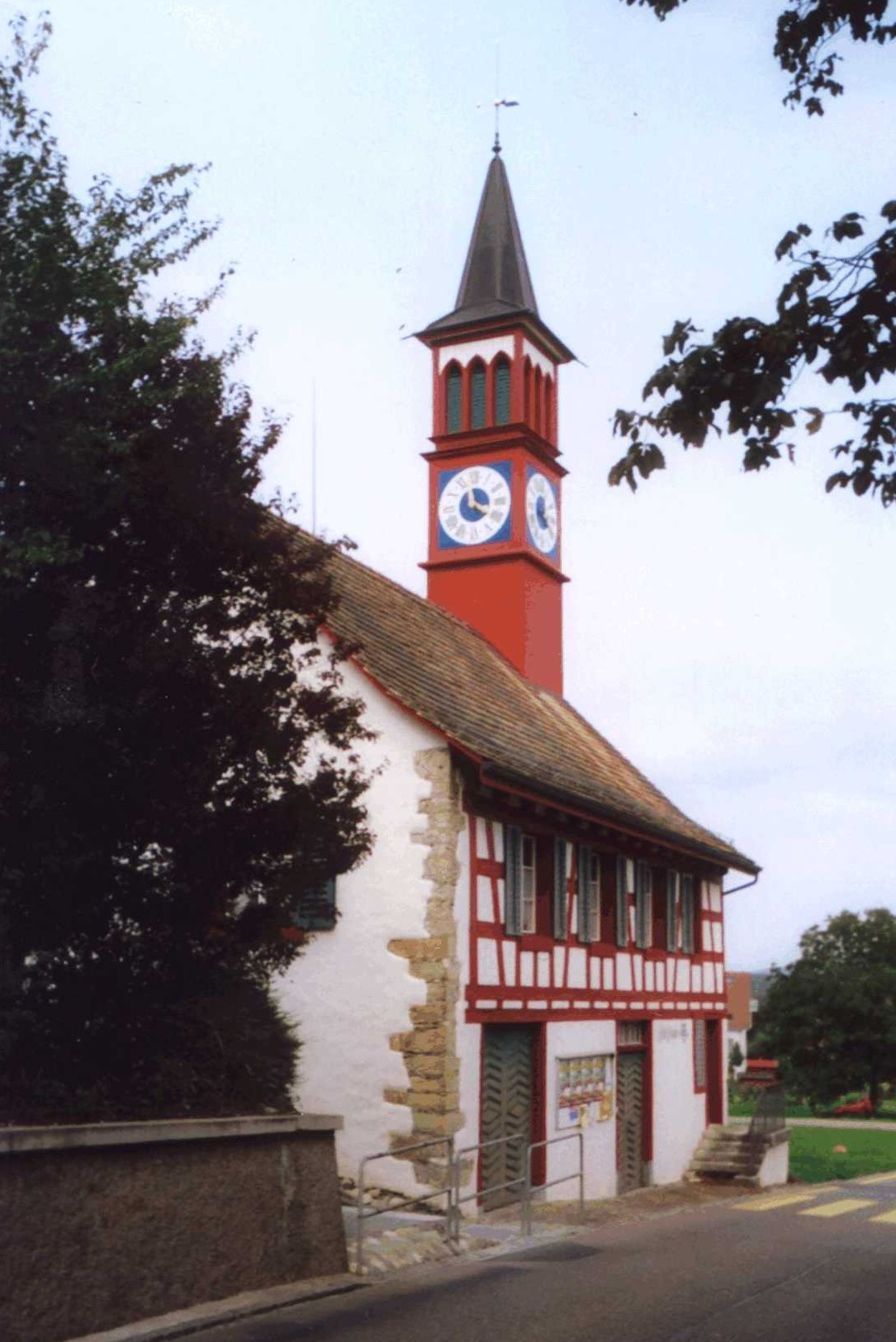
Das Türmlischulhaus

Der Ort Neerach wurde erstmals als «Neeracho» erwähnt und ist damit nach heutigen Erkenntnissen eine gallorömische Gründung. Neerach war über lange Jahrhunderte ein lokales Zentrum der habsburgischen, dann der zürcherischen Landesverwaltung.

Luftbild (1950) von Werner Friedli

1972 wurde der Zweckverband Abwasserreinigung Fischbach-Glatt gegründet, welcher in Niederglatt eine Kläranlage für die angeschlossenen Gemeinden betreibt.